# Пневматика (Сімферополь)
Пневматика (крим. Pnevmatıka), Пневматика-Залісся — мікрорайон у місті Сімферополь, в Центральному районі міста. Є тупиковою околицею міста, розташований на височині, отримав свою назву від заводу «Пневматика».

## Опис
Розташований на півдні міста між Чумакарською балкою на заході, Курцівською балкою на сході, та Чумакарською горою на півдні, оточений хвойними лісами та промзонами. 
Головна вулиця: Балаклавська.
В районі знаходиться завод «Пневматика», школа № 36, Балаклавський ринок, автоцентр «Кримський автомобільний дім», каплиця. На кільці в районі Балавлавського ринку знаходиться кінцева зупинка тролейбуса № 7.
Район молодої забудови. 90 % забудови сформовано 9-10 поверховими будинками 1990-х років, 10 % об'єктів це комплекси новобудов СК «Моноліт», СК «Грінвуд», СК «Консоль».
Від багатоповерхівок до вершини гори Чумак-Кари йде приватна забудова. Навесні 2017 року забудова буда узаконена окупаційною владою.

## Історія
Трохи нижче, у балці, розташоване село Чумак-Кари (Обрив). Тут проходила старовинна дорога, якою багато мандрівників їздили в Саблу (Партизанське).
У районі вулиці Балаклавської колись було велике міське сміттєзвалище, причому не лише побутових, але також будівельних та промислових відходів.
У 1970-ті роки почав будуватися завод «Пневматика». Саме для робітників підприємства житловий масив спочатку й створювався.
Будувати житловий масив почали 1987 року, але через десять років активні роботи припинилися, із планів із забудови було реалізовано менше половини. Під час забудови мікрорайон планували назвати Залісся, але за ним закріпилася назва Пневматика, іноді з уточненням Пневматика-Залісся.
Пізніше Пневматику продовжили забудовувати, і зараз у районі вулиці Балаклавської виросло багато багатоповерхівок, є і сучасний житловий квартал.

## Галерея

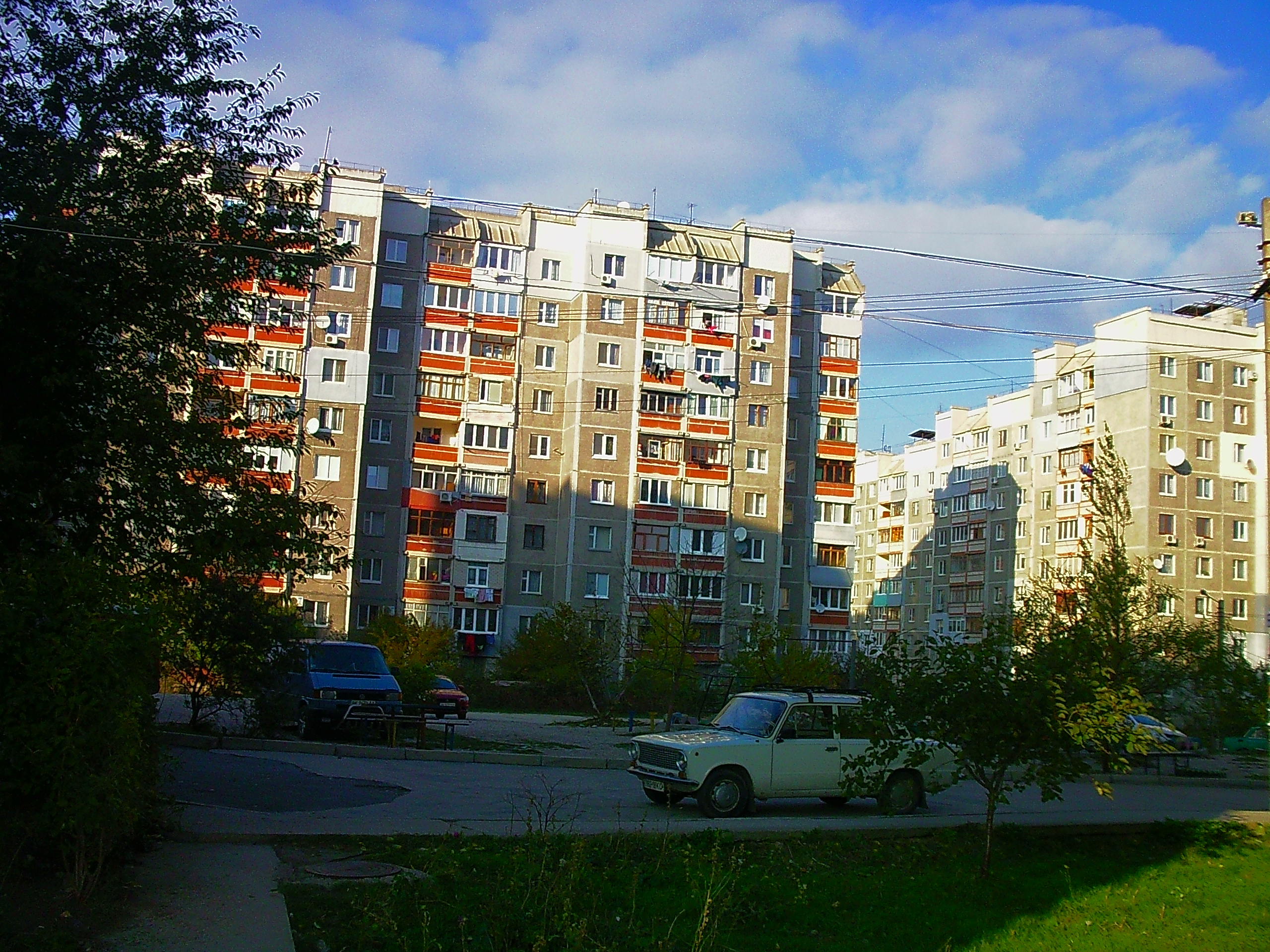
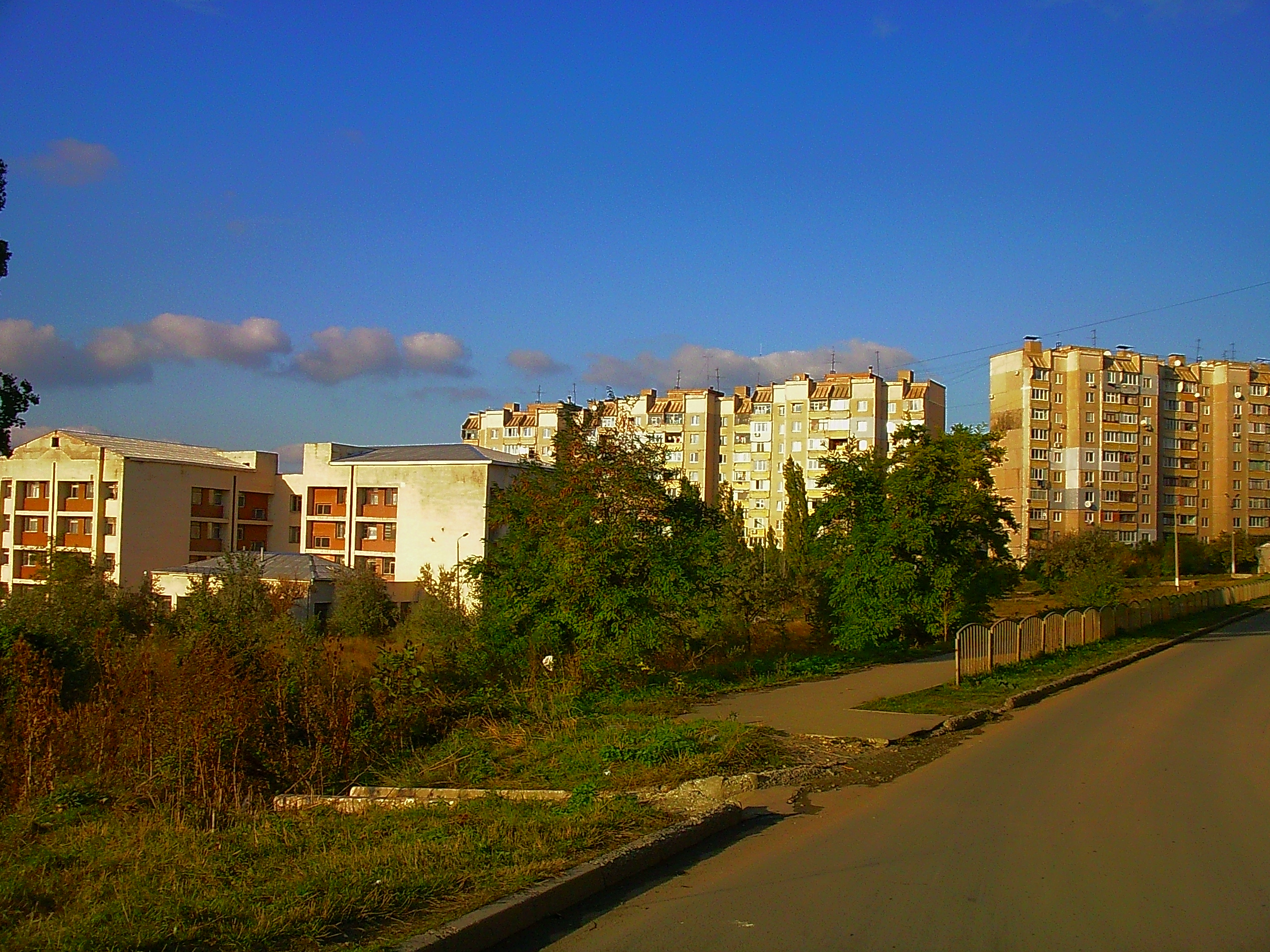
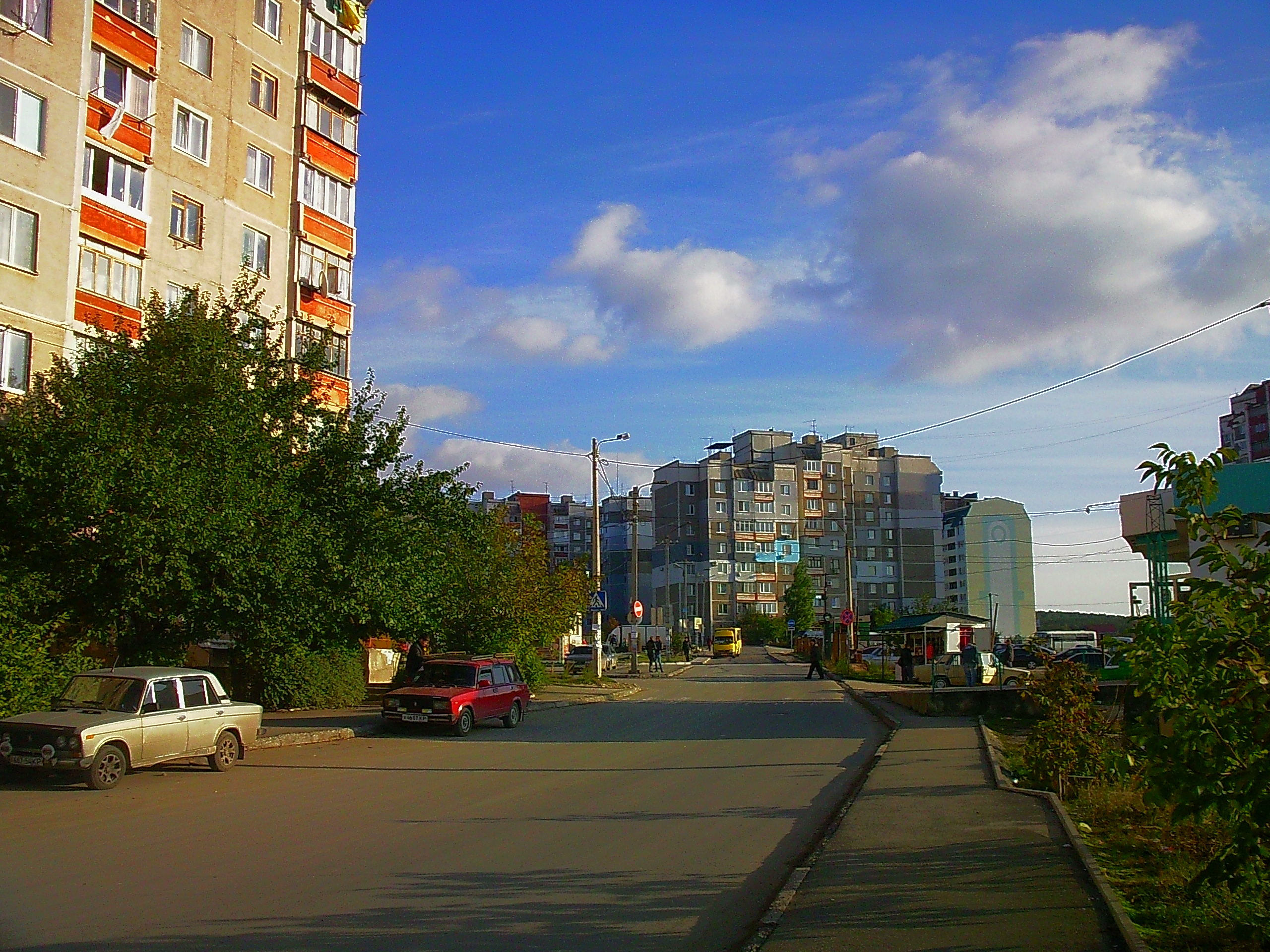
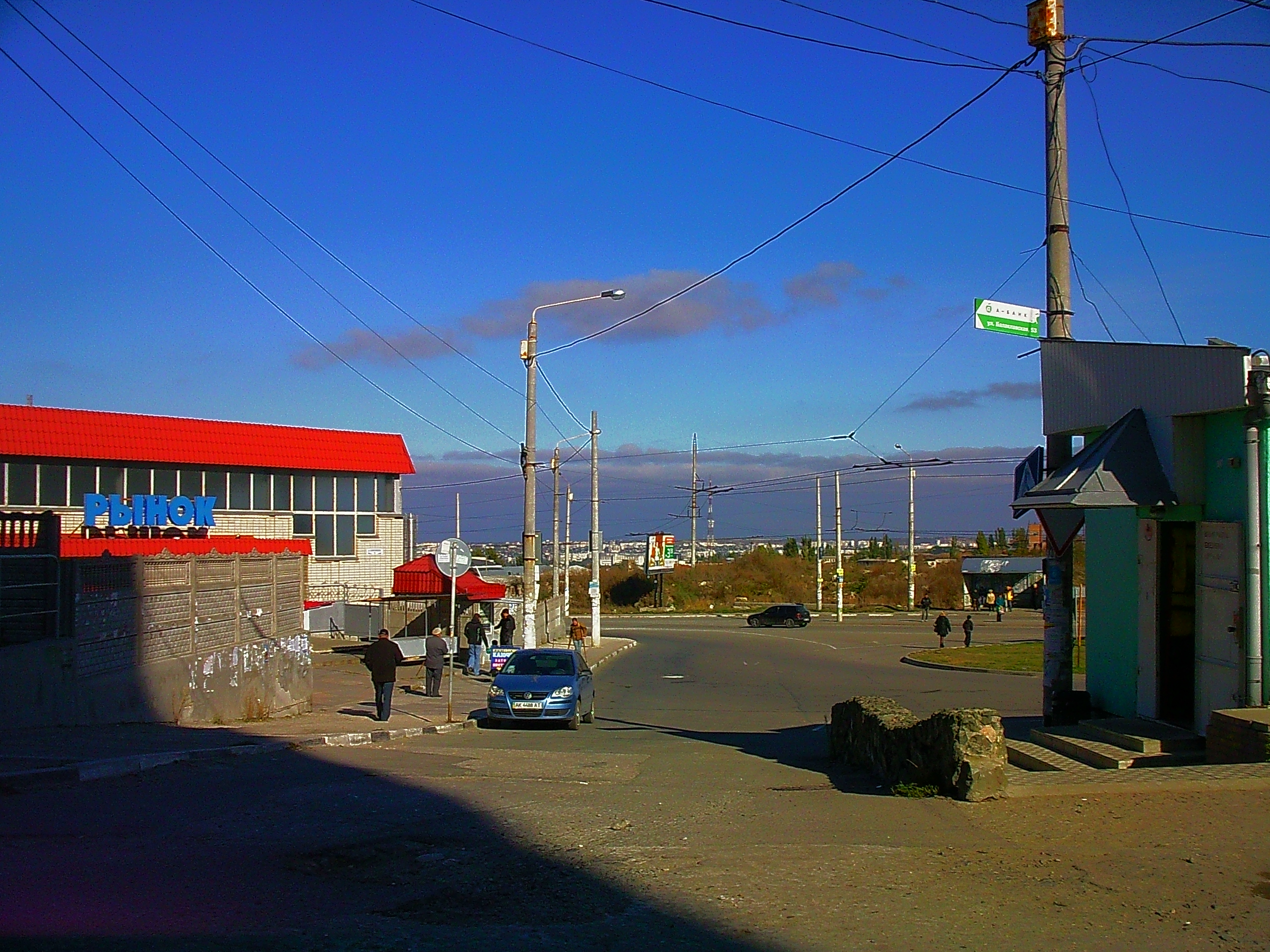
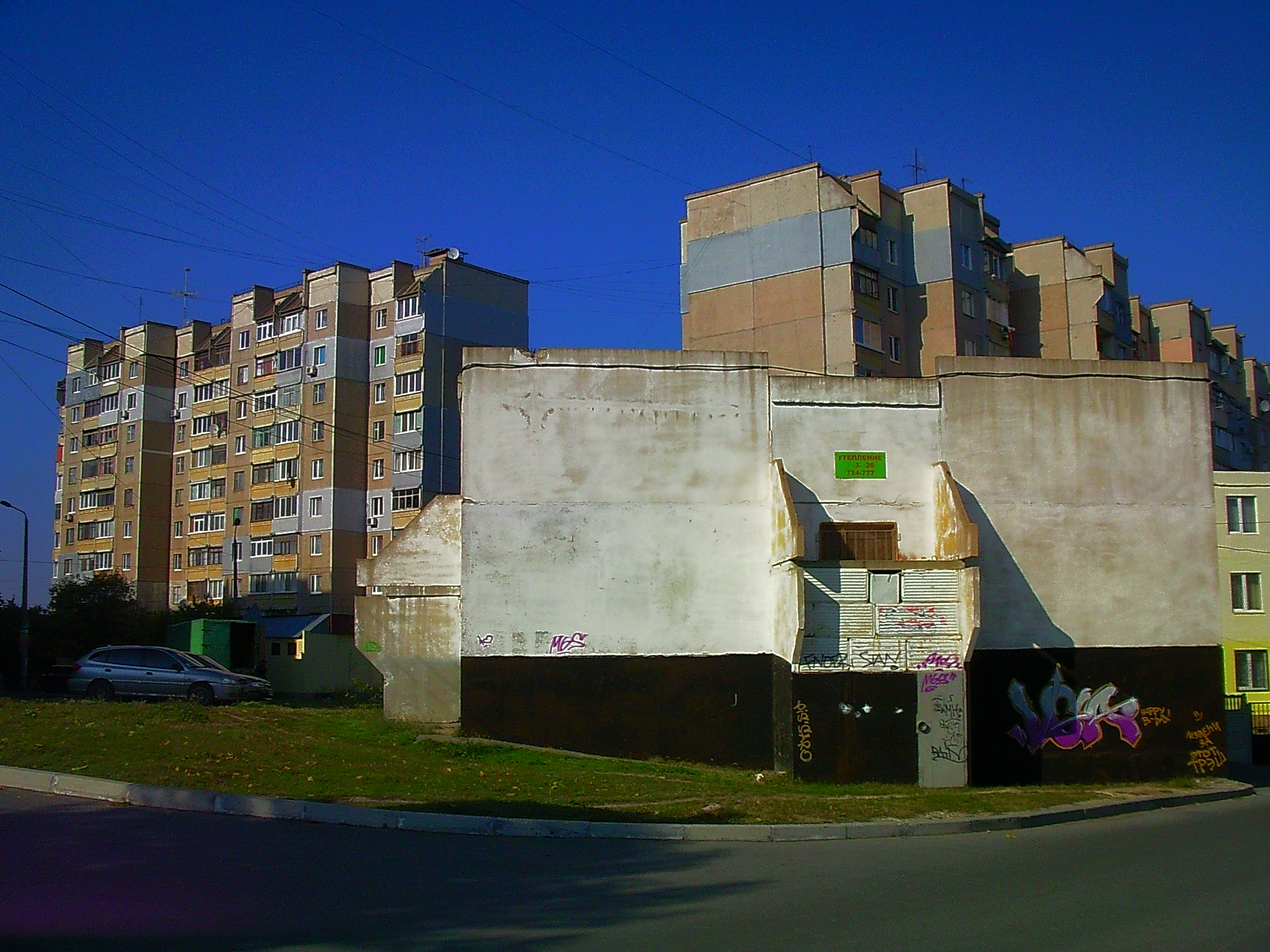
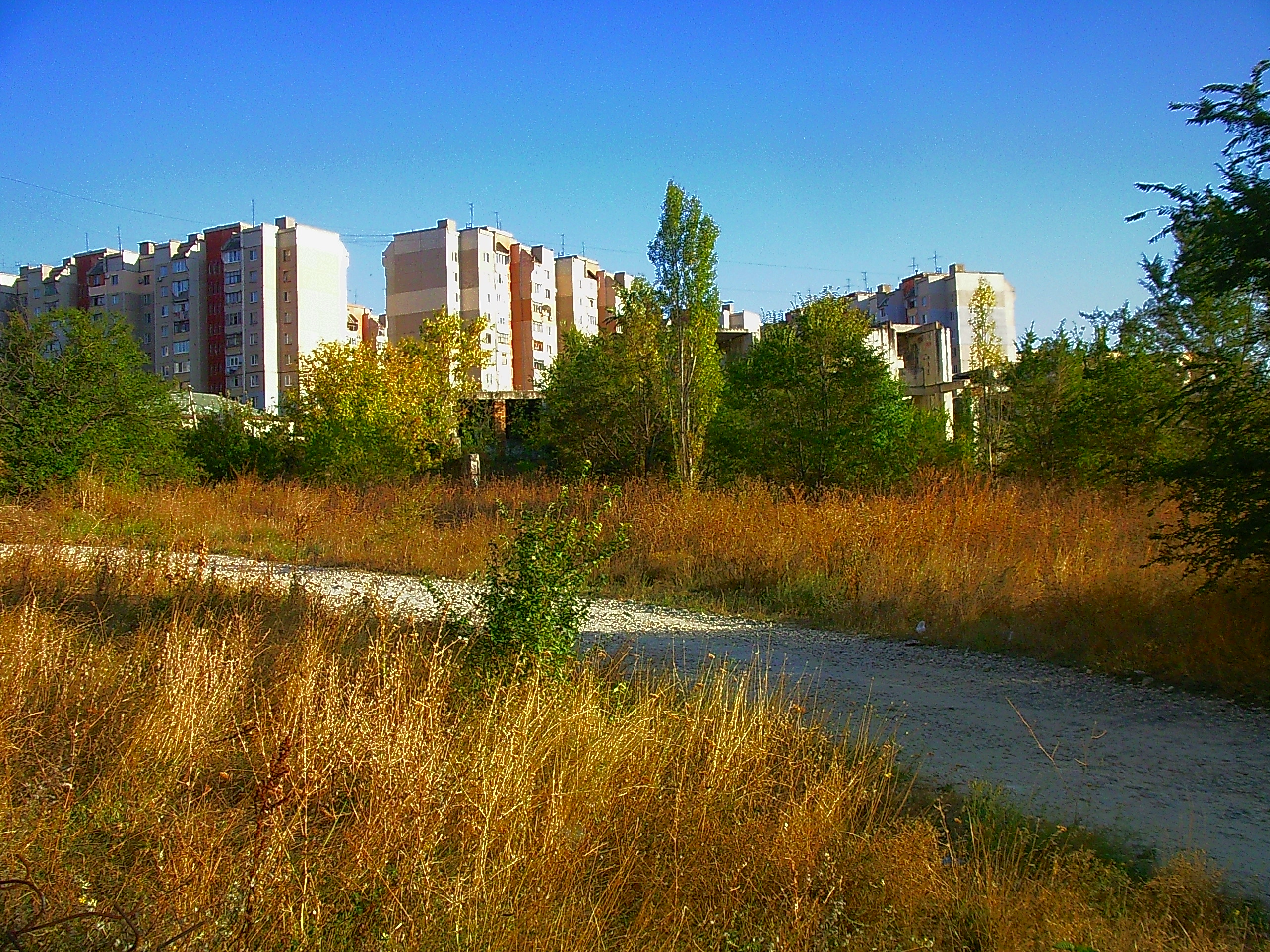
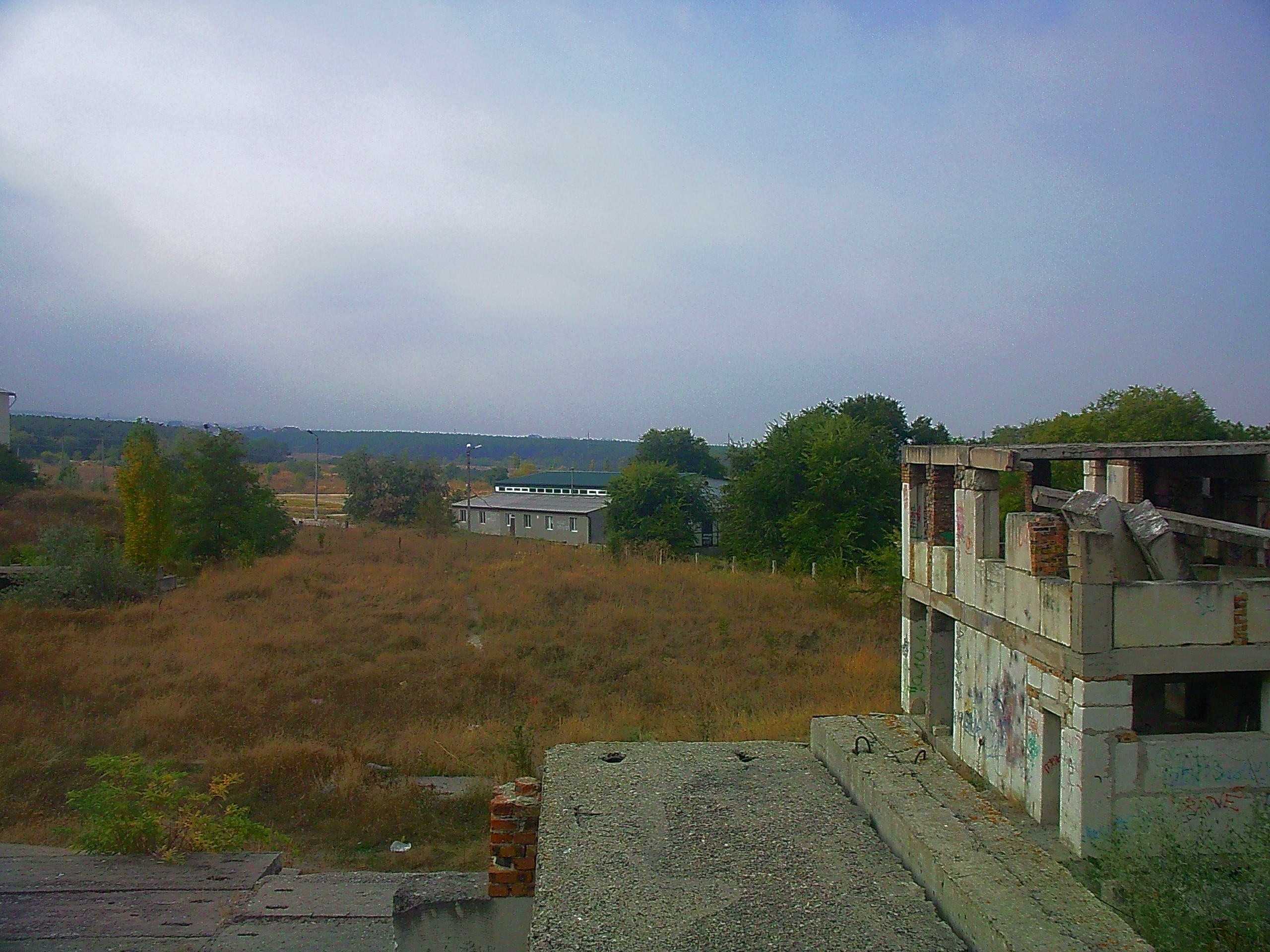
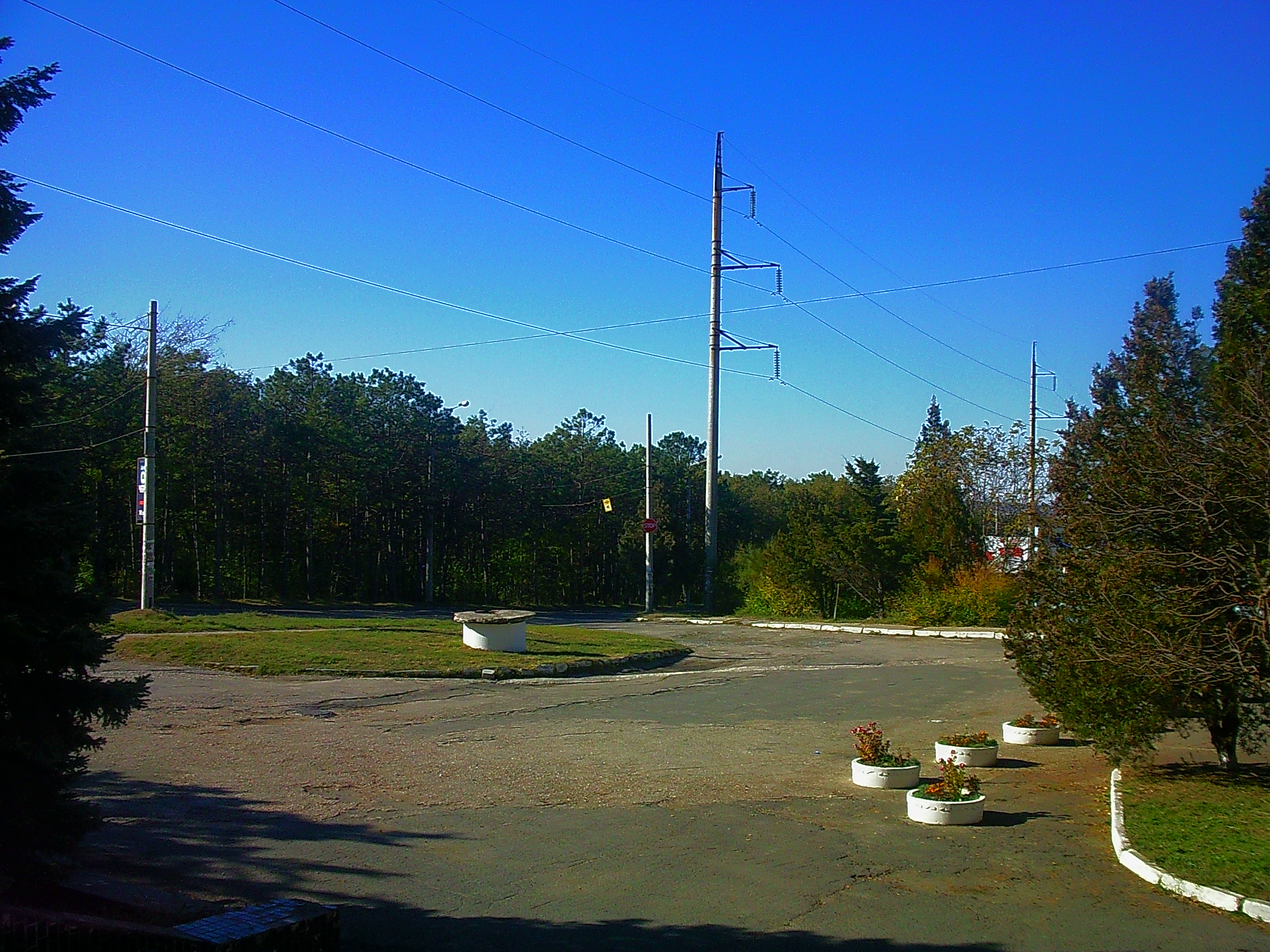